# William Wentworth-Fitzwilliam (6e comte Fitzwilliam)
William Thomas Spencer Wentworth-FitzWilliam, 6e comte FitzWilliam, (12 octobre 1815-20 février 1902), titré vicomte Milton de 1835 à 1857, est un pair britannique, un noble et un homme politique du Parti libéral.

## Biographie
Wentworth-Fitzwilliam est le deuxième fils de Charles Wentworth-Fitzwilliam (5e comte Fitzwilliam) et de son épouse, Mary Dundas, fille de Thomas Dundas (1er baron Dundas). Il fait ses études au Collège d'Eton et au Trinity College, Cambridge, où il obtient son diplôme de maîtrise en 1837. Deux ans plus tôt, son frère aîné meurt sans descendant, et il devient l'héritier des domaines de son père et prend le titre de courtoisie de vicomte Milton. Il devient député de Malton en 1837, occupant le siège jusqu'en 1841, et le récupérant plus tard en 1846, puis siège pour Wicklow de 1847 à 1857, l'année où il hérite du comté de son père.
Il est juge de paix pour le comté de West Riding, lieutenant adjoint et conseiller du comté pour le comté de Wicklow en Irlande.
Il occupe le commandement de la 1re cavalerie Yeomanry du West Yorkshire pendant 40 ans, de 1846 à 1886, et est aide de camp de Yeomanry du vice-roi de la reine Victoria en Inde, de 1884 à 1894. Promu major du 3e bataillon de l'Oxfordshire et du Buckinghamshire Light Infantry, il occupe également plusieurs autres postes militaires. Dans l'armée territoriale, il est lieutenant-colonel de la RHA de West Riding avec le grade temporaire dans l'armée britannique en temps de guerre. Lord FitzWilliam est un sportif passionné et continue à chasser le renard tout au long de sa vie. En 1852, sous le nom de vicomte Milton, il joue dans un match de cricket de première classe pour le Sheffield Cricket Club contre le Manchester Cricket Club, marquant neuf points lors de ses seules manches.
En 1857, Lord FitzWilliam est nommé Lord Lieutenant du West Riding of Yorkshire jusqu'en 1892. Il est nommé chevalier de la jarretière en 1862 et est le chevalier principal au moment de sa mort. Il meurt à sa résidence Wentworth Woodhouse, à Rotherham, le 20 février 1902. Son fils aîné étant décédé avant lui, ses titres passent à son petit-fils, William Wentworth-Fitzwilliam (7e comte Fitzwilliam).

## Famille
Le 10 septembre 1838, Lord Fitzwilliam épouse Frances Harriet Douglas, la fille aînée de George Douglas (17e comte de Morton). Lady FitzWilliam est décédée le 16 juin 1895. Ils ont quatorze enfants :
- William Wentworth-Fitzwilliam (vicomte Milton) (1839–1877), homme politique.
- William Henry Wentworth-FitzWilliam (26 décembre 1840-10 juillet 1920), homme politique ; marié le 11 juillet 1877 à Mary Grace Louisa Butler, fille de John Butler (2e marquis d'Ormonde).
- Frances Mary Wentworth-Fitzwilliam (v. 1842 - 28 septembre 1903); mariée le 18 novembre 1867 à Charles Mervyn Doyne. Ils ont cinq enfants :
  - Robert Wentworth Doyne (30 décembre 1868 - 25 septembre 1942); épouse Mary, fille de Henry Lascelles (4e comte de Harewood)
  - Kathleen Doyne (29 septembre 1870 - janvier 1938)
  - Dermot Henry Doyne (21 novembre 1871 - 3 juillet 1942)
  - Eveleen Margaret Doyne (26 janvier 1876-28 février 1962)
  - Bridget Frances Doyne (5 octobre 1879 - juin 1921)
- Margaret Mary Wentworth-Fitzwilliam (1844 - 1844)
- Mary Wentworth-Fitzwilliam (1845 - 1921); mariée le 23 mai 1872 à Hugh Le Despencer Boscawen (1849-1908), fils d'Evelyn Boscawen (6e vicomte Falmouth) (1819-1889)
- William Thomas Wentworth-Fitzwilliam (7 octobre 1846-23 mars 1896); marié le 21 décembre 1876 avec Elgiva Mary Kinglake. Ils ont une fille:
  - Elgiva Mary Kathorn Fitzwilliam (décédée le 24 avril 1963)
- William Charles Wentworth-Fitzwilliam (en) (1848–1925), courtisan; marié le 31 octobre 1882 à Constance Anne, fille de Henry Brocklehurst. Ils ont un fils :
  - Eric Spencer Wentworth-Fitzwilliam (9e comte Fitzwilliam) (4 décembre 1883 - 3 avril 1952)
- William John Wentworth-Fitzwilliam (7 août 1852-11 septembre 1889), homme politique.
- Albreda Mary Wentworth-Fitzwilliam (19 janvier 1855 - 9 octobre 1933); mariée le 18 décembre 1895 à Charles Fowler Bourke, fils de Robert Bourke, 5e comte de Mayo.
- William George Frederick Wentworth-Fitzwilliam (1857-19 septembre 1857)
- Charlotte Mary Wentworth-Fitzwilliam (1858-1948)
- William Hugh Spencer Wentworth-Fitzwilliam (10 janvier 1860-28 mars 1917); marié le 18 octobre 1901 à Ada Charlotte Godolphin Osborne (30 mai 1870 - 9 avril 1944), fille de George Osborne (9e duc de Leeds).
- William Reginald Wentworth-Fitzwilliam (12 avril 1862 - 7 juillet 1906); marié le 2 février 1893 à Edith Isabella Georgina Lane-Fox.
- Alice Mary Wentworth-Fitzwilliam (1869–1922)